# Isidoro Mel
Isidoro Girolamo Mel (San Fior, 28 maggio 1834 – Roma, 7 dicembre 1906) è stato un patriota, magistrato e politico italiano.

## Biografia
Figlio di Giacomo, impiegato comunale, e di Elisabetta Fanello, nacque in una famiglia di origini modeste ma relativamente benestante che gli permise di ricevere una buona formazione. Frequentò il corso di giurisprudenza all'università di Padova ma non si laureò in quell'ateneo poiché si trasferì nel Regno di Sardegna come combattente volontario nella seconda guerra d'indipendenza. Il conflitto, come è noto, portò alla formazione del Regno d'Italia lasciando il Veneto in mano all'Impero d'Austria; dovette pertanto rimanere in Piemonte dove, probabilmente, completò gli studi. Era sicuramente laureato nel 1863, quando venne nominato rappresentante del Tribunale unico per gli ufficiali del Regno.
In questa veste seguì l'esercito nell'Italia meridionale, impegnato nella repressione del brigantaggio. A partire dal 1876 fu a Napoli come avvocato fiscale del tribunale militare.
Nel 1884 salì agli onori della cronaca quando si occupò del caso di Salvatore Misdea, soldato calabrese che, dopo un litigio con alcuni commilitoni, ne aveva assalito una dozzina uccidendone diversi. La vicenda colpì particolarmente l'opinione pubblica e vide anche l'interessamento di Cesare Lombroso, che scrisse un saggio in proposito. Il magistrato condannò il militare alla fucilazione.
Nel frattempo pubblicò diversi commenti alle leggi penali.
Lasciò la magistratura per accettare la candidatura a deputato in occasione delle politiche del 1886. Rimase in parlamento, quasi ininterrottamente, sino alla morte.